# Miinisadam
Miinisadam est une base des forces navales estoniennes située à Tallinn.

## Historique
La construction de la base navale de Tallinn remonte à 1912, lorsque l'Estonie fait partie de l'Empire russe. Lorsque le pays accède à l'indépendance au début du XXe siècle, les installations portuaires encore en construction sont reprises et développées par les forces navales estoniennes.
Avec l'annexion de l'Estonie par l'Union soviétique en 1940, la marine estonienne, et avec elle le port militaire Miinisadam, est intégrée à la flotte de la Baltique. L'Union soviétique, et son successeur la Russie, utilise la base jusqu'en 1994. Avec le retour de son indépendance, l'Estonie reprend la pleine possession des installations et lance un plan de rénovation et de modernisation de la zone portuaire.

## Unités et installations stationnées
Diverses installations navales estoniennes sont situées sur le site de la base navale, de plus, le port sert de base à la flotte estonienne.
Le bataillon de la garde estonienne (Vahipataljon) est également stationné sur la base depuis 2015.